# IC 3372
IC 3372 је појединачна звијезда у сазвјежђу Береникина коса која се налази на листи објеката дубоког неба у Индекс каталогу.
Деклинација објекта је + 25° 17' 14" а ректасцензија 12h 27m 24,3s.